# Vicki Vomit

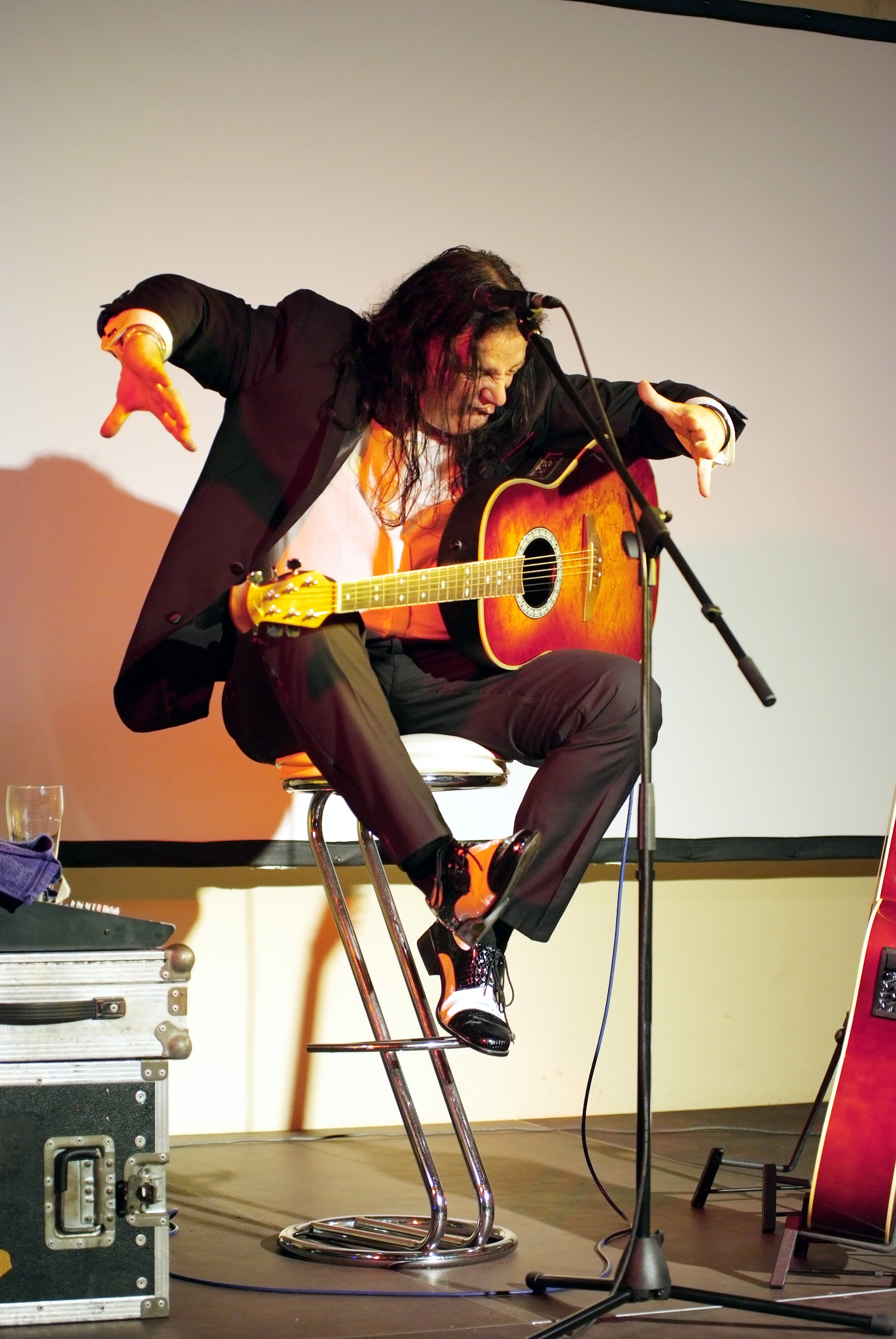
Vicki Vomit bei einem Soloauftritt als Kabarettist in Guben (2009)

Vicki Vomit, eigentlich Jens Hellmann, (* 9. Juli 1963 in Trusetal, DDR) ist ein deutscher Musiker, Liedermacher, Komiker und Autor. Vomit spielt parodistische Musik mit humorvollen bis satirisch-sozialkritischen Texten.

## Werdegang

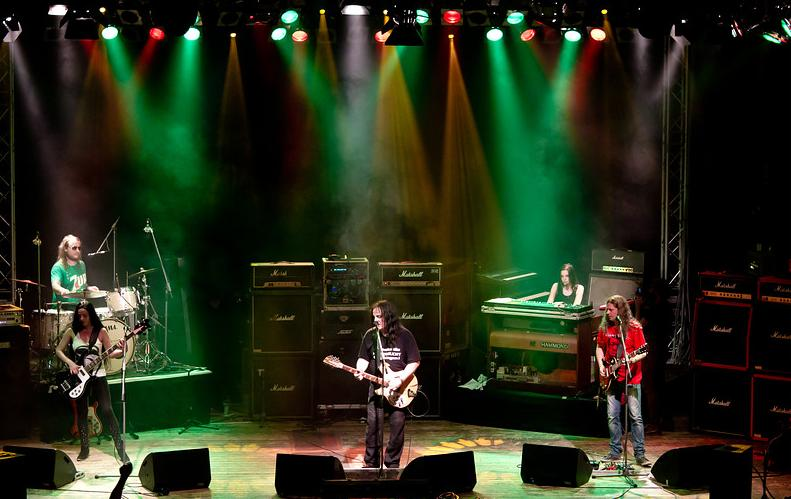
Vicki Vomit & die Misanthropischen Jazz-Schatullen (2012)

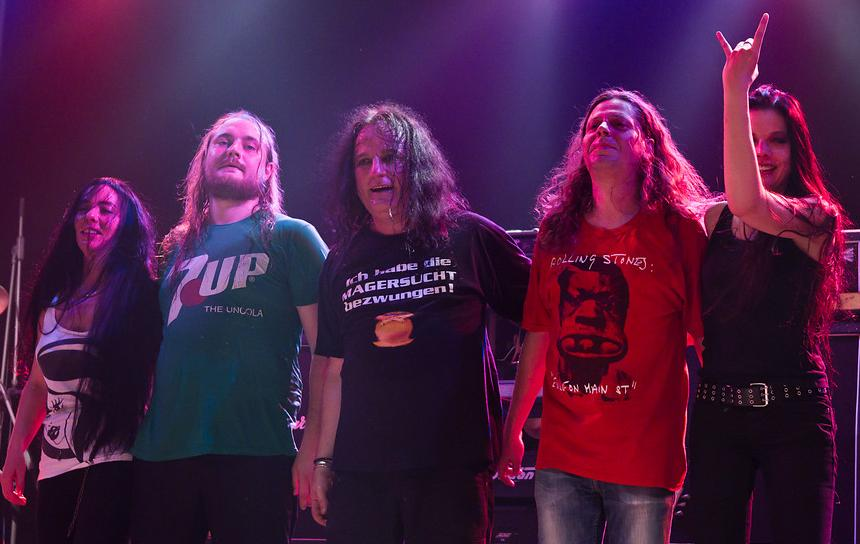
Vicki Vomit & die Misanthropischen Jazz-Schatullen (2012)

Hellmann wurde in Trusetal (Thüringer Wald) geboren. In den 1970er Jahren zog die Familie nach Erfurt. Bereits in der Schulzeit spielte er in diversen Bands.
In den frühen 1980er Jahren spielte er als Bassist bei der Erfurter Teenie-Band Prinzz, die nach Anfangserfolgen verschwand und erst in den späten 1980ern unter dem Namen „Blitzz“ und nunmehr als Heavy-Metal-Band wieder auftauchte. Blitzz veröffentlichte 1989 bei Steamhammer/SPV das Album Do the Blitzz, auf der Hellmann unter dem Namen „Flatzz I. Wahnoff“ agierte. Blitzz löste sich jedoch 1992 auf.
1994 veröffentlichte Hellmann seine erste CD Ein Schritt nach vorn unter dem Namen Vicki Vomit beim Berliner Label Neue Zeiten/Modern Music. Lieder wie Arbeitslos und Spaß dabei und Wohin mit Omas Leiche landeten auf diversen Samplern und sorgten so für einen raschen Kultstatus.
1998 folgte die CD Kuschelpunk 5, die auf Grund einer angedrohten Klage von Sony Music wegen der Ähnlichkeit zu deren Sampler Kuschelrock bald nicht weiter unter diesem Namen erscheinen durfte. 1999 erfolgte der Wechsel zum Speyerer Label Goodlife Records. Dort erschien unter anderem eine Live-DVD der Band und das Album Für’n Appel und ’n Ei. Im gleichen Jahr erfolgte ein Tribute-Album der Depeche-Mode-Coverband Depeche Dope, auf der Hellmann Gitarre spielt, aber nicht singt.
Ab 2011 veröffentlichte Vicki Vomit unter seinem eigenen Label Wollmonster Records.
Neben seinen musikalischen Auftritten war Vicki Vomit auch mit einem abendfüllenden Programm als Comedian und Kabarettist unterwegs. Von 2007 bis 2018 moderierte er den Ostableger der Comedylounge.
2001 begründete er das Erfurter Liedermacherfestival, dem er noch verbunden ist.
Seit Ende 2018 hat sich Vicki Vomit aus der Öffentlichkeit zurückgezogen. Heute tritt er nur noch sporadisch auf. Für 2020 wurde eine „Letzte Tournee“ angekündigt, die jedoch durch die Corona-Pandemie verschoben werden musste. Diese Tour wurde anschließend nach mehreren Verschiebungen bis zum 15. Oktober 2022 gespielt und dann beendet.
2024 erschien der autobiografische Roman Mein Klampf.

## Trivia
1997 verklagte die damalige Familienministerin Claudia Nolte den Sänger wegen des Liedes Liebe mit Claudia, in dem er besang, eine Liebesnacht mit der Politikerin verbracht zu haben.

## Diskografie
Alben
- 1994: Ein Schritt nach vorn
- 1996: Ich mach’s für Geld
- 1996: Die fäkalischen Verse
- 1997: Bumm Bumm
- 1998: Kuschelpunk 5 / Zensiert 5
- 2000: Ficken für Deutschland
- 2001: Wir bekommen ein Ei
- 2003: Wollmonster
- 2005: Doomjazz (Doppel-CD)
- 2006: Für ’n Appel und ’n Ei
- 2011: Für weniger als wie für ’n Appel und ’n Ei
- 2012: Ich freu mich wie ’n Pferd
- 2013: STRC - PRST - SKRZ - KRK!
- 2022: Der totale Ausverkauf

Singles
- 1994: Arbeitslos und Spaß dabei
- 1996: Prima in China
- 1997: Claudia liebt mich nicht mehr
- 2001: Mädchen wollen Liebe
- 2014: Heisse Nächte in Landsberg

Musik-DVD
- 2004: Vicki Vomit – Live
- 2013: Vicki Vomit - Zwanzig Jahre Unfug

Kabarett-DVD
- 2007: Die Globale Erwärmung – unser Weg aus der Krise
- 2008: Vicki Vomit - Diplomkomiker

Bücher
- 2024: Mein Klampf